# Saint-Jean-de-la-Forêt
Pour les articles homonymes, voir Saint-Jean.
Saint-Jean-de-la-Forêt est une ancienne commune française, située dans le département de l'Orne en région Normandie, devenue le 1er janvier 2016 une commune déléguée au sein de la commune nouvelle de Perche en Nocé.
Elle est peuplée de 156 habitants.

## Géographie
La commune est au cœur du Perche. Son bourg est à 3,5 km à l'ouest de Nocé et à 6 km à l'est de Bellême.
Le point culminant (252 m) se situe au nord, entre les lieux-dits les Chappes et la Mariette. Le point le plus bas (154 m) correspond à la sortie du ruisseau du Pont aux Ânes du territoire, au sud-ouest. La commune est semi-bocagère.
| Sérigny    | Colonard-Corubert      | Colonard-Corubert |
| Dame-Marie | Saint-Jean-de-la-Forêt | Nocé              |
| Dame-Marie | Saint-Aubin-des-Grois  | Nocé              |

## Toponymie
La paroisse était dédiée soit à l'apôtre Jean, soit à Jean le Baptiste.
La forêt  à laquelle se réfère le toponyme est la forêt de Bellême qui était autrefois plus étendue qu'aujourd'hui.

## Histoire
Les calvaires de Saint-Jean-de-la-Forêt, à l'exception du petit monument de la Mariette, dont l'origine n'a pu être encore aujourd'hui établie de façon certaine, ont été construits entre les années 1901 et 1922. Cette époque, où l'Europe était à feu et à sang, fut notamment marquée par l'exaltation des sentiments religieux et patriotiques. Les inscriptions et dédicaces qui figurent sur ces calvaires en portent la trace. Sous le ministère de l'abbé Goblet, les calvaires érigés au plus sombre de la guerre saluent la croix et appellent seulement la prière. Ceux qui l'ont été après la victoire ajoutent à la dévotion, l'hommage patriote et la reconnaissance à ses combattants. La commune en compte sept dont un commémore la guerre de 1870.

## Politique et administration
| Période                                  | Période       | Identité            | Étiquette | Qualité     |
| ---------------------------------------- | ------------- | ------------------- | --------- | ----------- |
| 1989                                     | mars 2014     | Jean-Claude Guillin | SE        | Agriculteur |
| mars 2014                                | décembre 2015 | Marc Peillon        | SE        |             |
| Les données manquantes sont à compléter. |               |                     |           |             |

Le conseil municipal était composé de onze membres dont le maire et deux adjoints.

## Démographie
En 2021, la commune comptait 156 habitants. Depuis 2004, les enquêtes de recensement dans les communes de moins de 10 000 habitants ont lieu tous les cinq ans (en 2007, 2012, 2017, etc. pour Saint-Jean-de-la-Forêt) et les chiffres de population municipale légale des autres années sont des estimations.
Saint-Jean-de-la-Forêt a compté jusqu'à 503 habitants en 1821.
| 1793 | 1800 | 1806 | 1821 | 1836 | 1841 | 1846 | 1851 | 1856 |
| ---- | ---- | ---- | ---- | ---- | ---- | ---- | ---- | ---- |
| 408  | 470  | 478  | 503  | 482  | 487  | 486  | 482  | 465  |

| 1861 | 1866 | 1872 | 1876 | 1881 | 1886 | 1891 | 1896 | 1901 |
| ---- | ---- | ---- | ---- | ---- | ---- | ---- | ---- | ---- |
| 486  | 501  | 502  | 474  | 405  | 384  | 396  | 345  | 327  |

| 1906 | 1911 | 1921 | 1926 | 1931 | 1936 | 1946 | 1954 | 1962 |
| ---- | ---- | ---- | ---- | ---- | ---- | ---- | ---- | ---- |
| 314  | 277  | 211  | 228  | 215  | 195  | 209  | 235  | 219  |

| 1968 | 1975 | 1982 | 1990 | 1999 | 2007 | 2011 | 2016 | 2020 |
| ---- | ---- | ---- | ---- | ---- | ---- | ---- | ---- | ---- |
| 179  | 139  | 124  | 98   | 115  | 129  | 155  | 165  | 157  |

## Lieux et monuments

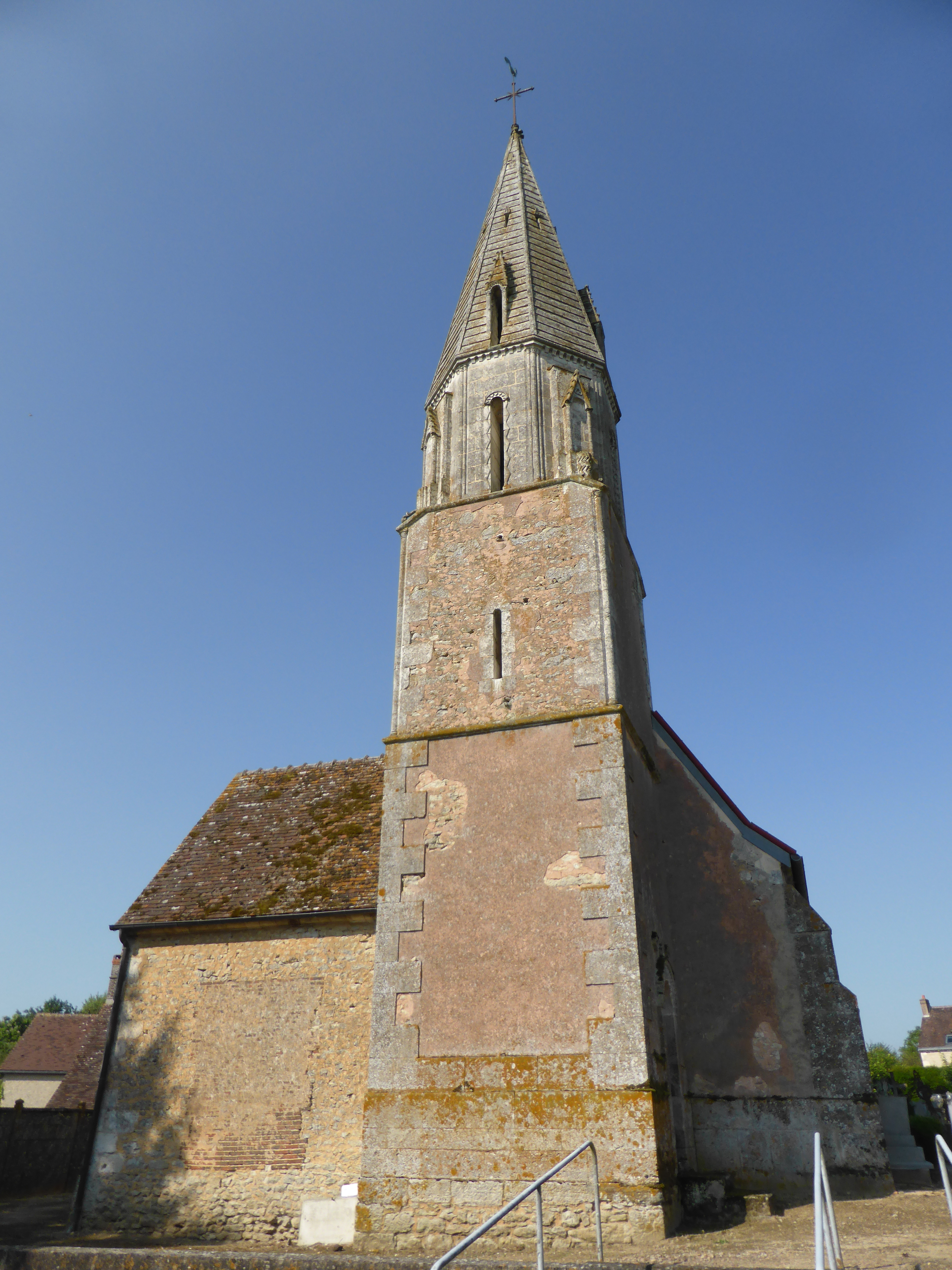
L'église Saint-Jean.

- Église Saint-Jean, romane, remaniée, avec un clocher octogonal couvert en pierre.
- Presbytère du XVIIIe siècle. Il s'agit d'une gentilhommière, à l'architecture du XVIe siècle, mais modifiée au XIXe siècle[12].

## Personnalités liées à la commune
- Friedensreich Hundertwasser (1928- 2000), artiste, peintre, penseur et architecte autrichien, achète une propriété à Saint-Jean-de-la-Forêt à la Picaudière dans les années 1950, où il s’installe avec son ami René Brô, peintre également. Il y séjourne fréquemment jusqu'à la fin de sa vie, profitant de son environnement pour se ressourcer[13].